# Осетрін Микола Миколайович
Мико́ла Микола́йович Ос́етрін (нар. 19 вересня 1940, Москва) — професор кафедри міського будівництва Київського національного університету будівництва і архітектури (КНУБА), кандидат технічних наук, проректор з навчальної роботи КНУБА (1994—2008 рр), декан факультету Міського будівництва КНУБА (1980—1994) дійсний член Академії будівництва України, член-кореспондент Української академії архітектури, відповідальний редактор науково-технічного збірника «Містобудування та територіальне планування» (рос. і укр. мовами).

## Освіта
Після закінчення у 1958 році середньої школи в 1959 році вступив до Київського інженерно-будівельного інституту (КІБІ), який закінчив у 1964 році за фахом інженер-будівельник («Міське будівництво і господарство»). У 1967—1970 роках навчався в аспірантурі КІБІ.

## Робота
До інституту — робітник на механічному заводі, а потім каменярем в БМУ-5 Київміськбуду (1959—1960 рр). Після закінчення інституту працював інженером-конструктором у проектному інституті МО СРСР. Брав участь у відновлювальних роботах після землетрусу в м. Ташкенті і відзначений за це урядовою нагородою. Потім працював інженером науково-дослідної групи при кафедрі Міського будівництва КІБІ. У лютому 1971 переведений за конкурсом на посаду асистента цієї кафедри, де пройшов шлях до професора кафедри і проректора КНУБА з навчальної роботи. З 1974 по 1980 роки був заступником декана факультету, а потім протягом 14 років (1980—1994 років) працював деканом факультету Міського будівництва. У 1994—2008 роках — проректор Київського національного університету будівництва і архітектури з навчальної роботи.

## Наукові ступені і звання
У 1975 році захистив кандидатську дисертацію на тему «Дослідження принципів розрахунку системи автостоянок для індивідуальних автомобілів в крупних і найбільших містах (на прикладі м. Києва)» — наук. кер. Георгій Пилипович Богацький, опоненти — В. В. Шештокас і Г. А. Заблоцький. У 1979 році присвоєно звання доцента, а в 1997 році — звання професора. Дійсний член Академії будівництва України та член-кореспондент Академії архітектури України.

## Публікації
Автор понад 180 наукових і науково-методичних робіт, 3 монографії та 3 навчальних посібники. Серед них: монографія «Перебудова в будівництві. Економічна реформа» (1989, у співавторстві) та навчальні посібники для вищих навчальних закладів «Міські дорожньо-транспортні споруди» (1997); «Игровые занятия в строительном вузе: методы активного обучения (1985, у співавторстві).

### Список наукових публікацій з транспортних систем міст
Російською:
- Осетрин Н. Н., Стельмах А. В. Исследование параметров работы стоянок легковых автомобилей. Социально-экономические проблемы развития транспортных систем городов и зон их влияния / Материалы VII международной (десятой екатеринбургской) научно практической конференции. — Екатеринбург: УрГЭУ, 2001, С. 113—118.
- Осетрин Н. Технико-экономическая оценка требуемой вместимости автостоянок. // Развитие сети городских улиц и дорог. / Тез. докл. Всесеюз. научн.-техн.конф., 21-22 мая 1981 г., Шауляй. Ч. II. — Шауляй, 1981, С. 16—19.
- Осетрин Н., Чередниченко П. Влияние некоторых градостроительных факторов на уровень автомобилизации города. // Развитие сети городских улиц и дорог. / Тез. докл. Всесеюз. научн.-техн.конф., 21-22 мая 1981 г., Шауляй. Ч. II. — Шауляй, 1981, С. 21—23.
- Осетрин Н. Н. Влияние метрополитена на выбор системы паркирования автомобилей в городе // Метрополитен и планировка крупнейшего города / Тезисы докладов респ. науч.-техн. конф. (24-26 сентября 1980 г.) — Харьков, 1980, С. 53—54.
- Осетрин Н. Н. Выбор системы автостоянок в городе. // Градостроительство. Респ. межвед. науч.-техн. сб. Вып. 25. — Киев: Будівельник, 1978, с. 80-83 (КиевНИИградостр-ва)
- Осетрин Н. Н. Градостроительная оценка системы дорожно-транспортных сооружений. // Город-транспорт-человек / Тезисы докладов. — Челябинск: Уральский ДНТП, 1984, с.32
- Осетрин Н. Н. Исследование подвижности владельцев индивидуального автотранспорта в городе (на прмере городов УССР). / Градостроительство. Респ. межвед. науч.-техн. сб. Вып. 24. — Киев: 1978, с. 84—87 (Сб. научн. трудов КиевНИИградостр-ва)
- Осетрин Н. Н. Исследование транспортных потоков на подходах к г. Киеву // Пути повышения безопасности дорожного движения / Тезисы докладов и сообщений (15-17 мая 1978 г.). — Киев: КАДИ, МАДИ, 1978, С. 74—75.
- Осетрин Н. Н. Исследование факторов, определяющих характер использования индивидуального автотранспорта в городе. // Вопросы совершенствования транспортных систем городов. — Киев, 1977, С. 84—93 (Сб. науч. тр. КиевНИИградостр-ва)
- Осетрин Н. Н. Легковой индивидуальный автомобиль и его влияние на транспортную загрузку магистралей. // Автомобильные дороги. — Киев: Будівельник, 1972, С. 33—36.
- Осетрин Н. Н. Определение исходных параметров проектирования сети гаражей и стоянок для индивидуальных автомобилей. // Тезисы докладов республ. научн.-техн. конф. по итогам исслед. работ в области автомоб. трансп. и дорож. хоз. — Киев, 1969.
- Осетрин Н. Н. Определение потребности города в автостоянках. // Транспорт в планировочной структуре городов и агломераций. — Киев: Будівельник, 1974, С. 112—119 (Сб. научн. трудов)
- Осетрин Н. Н. Пешеходная доступность стоянки как фактор распределения паркующихся в общей системе автостоянок. // Современное состояние и перспективы развития транспортных систем крупного города / Тезисы докладов ко II Свердловской научн.-техн. конф., 17-19 сентября. Вып. 2 — Свердловск, 1974, С. 14—19.
- Осетрин Н. Н. Подвижность на индивидуальном автомобиле в городе. // Социально-экономические проблемы развития транспортных систем городов Среднего Урала / Тезисы докладов. — Свердловск, 1986. — С. 21—22.
- Осетрин Н. Н., Оситнянко А. П., Чередниченко П. П. Информационное обеспечение улично-дорожной сети — важнейший аспект процессов проектирования и управления городом. // Социально-экономические проблемы развития транспортных систем городов. / Тезисы докладов II областной экономической конференции, 15-17 июня, Свердловск, 1988. — Свердловск, 1988. — С. 101—104.
- Осетрин Н. Н., Оситнянко А. П., Кузьмич А. И., Чередниченко П. П. О моделях прогнозирования уровней автомобилизации городов СССР // Вопр. планир. и застройки города / Тез. докл. к зонал. конф., 25-26 мая, 1989. — Пенза, 1989, С. 26—27.
- Осетрин Н. Н., Приян А. М. Системный подход к прогнозированию сети автостоянок в центрах крупных и крупнейших городов. // Социально-экономические проблемы развития транспортных систем городов. / Тезисы докладов III областной экономической конференции, 13-15 июня, Свердловск, 1990. — Свердловск, 1990. — С. 117.
- Осетрин Н. Н., Рейцен Е. А. Магистратура по городскому транспорту. Социально-экономические проблемы развития транспортных систем городов и зон их влияния / Материалы VII международной (десятой екатеринбургской) научно практической конференции. — Екатеринбург: УрГЭУ, 2001, С. 169—171.
- Осетрин Н. Н., Сницарь М. Я. О прогнозировании потоков индивидуального транспорта. // Проектирование сетей городского транспорта. — Киев: Будівельник, 1972, С. 40-44 (В помощь проектировщику- градостроителю. Вып. 3)
- Осетрин Н. Н., Чередниченко П. П. Оптимизация проектных решений пересечений городских магистралей в разных уровнях в автоматизированном режиме. // Социально-экономические проблемы развития транспортных систем городов. / Тезисы докладов III областной экономической конференции, 13-15 июня, Свердловск, 1990. — Свердловск, 1990. — С. 111—112.
- Осетрин Н. Н., Щепетова О. А. Формирование улично-дорожной сети крупных и крупнейших городов Украины. // Социально-экономические проблемы развития транспортных систем городов. / Тезисы докладов VI Свердловской (Екатеринбургской) III международной экономической конференции, 13-14 июня, Екатеринбург, 1996. — Екатеринбург, 1996. — С. 39-41.

### Список публікацій за 2010—2015 роки
- Осетрин Н. Н., Беспалов Д. А., Дорош М. И. «Особенности этапа перераспределения при расчете четырехступенчатой транспортной модели города» в сб. «Градостроительство и территориальное планирование», вып. 58. — Киев, КНУСА, 2015. — с. 330—338.
- Осетрин Н. Н., Беспалов Д. А., Дорош М. И. «Основные принципы создания транспортной модели города» в сб. «Градостроительство и территориальное планирование», вып. 57. — Киев, КНУСА, 2015. — с. 309—320.
- Осетрин Н. Н., Тарасюк В. П. «Влияние энергозатрат транспортного потока на обоснование выбора инженерно-планировочного решения пересечений городских магистралей». IV Международная конференция «Интегрированные энергоэффективные технологии в архитектуре и строительстве», — Киев, КНУСА, 2014.
- Осетрин Н. Н., Тарасюк В. П. «Влияние инженерно-планировочного решения пересечения магистралей на расход топлива транспортным потоком» в сб. «Градостроительство и территориальное планирование», вып. 51. — Киев, КНУСА, 2015. — с. 408—412.
- Осетрин Н. Н., Карпенко А. В. «Принципы и методы обоснования выбора инженерно-планировочного решения пересечений городских магистралей» в сб. «Градостроительство и территориальное планирование», вып. 51. — Киев, КНУСА, 2015. — с. 401—407.
- Осетрин Н. Н., Тарасюк В. П. «Анализ расходов горюче-смазочных материалов транспортного потока на пересечениях городских магистралей» в сб. «Градостроительство и территориальное планирование», вып. 50. — Киев, КНУСА, 2015. — с. 452—455.
- Осетрин Н. Н., Беспалов Д. А. «PTV VISION: планируем энергоэффективную улично-дорожную сеть». Материалы международной научно-практической конференции 3-4 апреля 2012 ОГАСА г. Одесса. — с. 102—104.
- Осетрин Н. Н., Солуха И. Б. «Экологические проблемы крупных городов Украины» (на примере города Киева) в сб. «Градостроительство и территориальное планирование», вып. 45. — Киев, КНУСА, 2012. — с. 66-70.
- Осетрин Н. Н., Погуца Т. А. «Основные принципы планировочных решений пассажирских аэропортов» (на примере международных аэропортов Украины) в сб. «Градостроительство и территориальное планирование», вып. 45. — Киев, КНУСА, 2012. — с. 61-65.
- Осетрин Н. Н., Тарасюк В. П. «Методика оценки энергосбережения работы транспортного потока на пересечении в разных уровнях» в сб. «Градостроительство и территориальное планирование», вып. 44. — Киев, КНУСА, 2011. — с. 400—403.
- Осетрин Н. Н., Карпенко А. В. «Методика технико-экономического обоснования инженерно-планировочных решений пересечения в разных уровнях» в сб. «Градостроительство и территориальное планирование», вып. 44. — Киев, КНУСА, 2011. — с. 395—399.
- Астапенко А. В., Швецов В. Л., Осетрин Н. Н., Беспалов Д. А. «Методы моделирования транспортных потоков» в сб. «Градостроительство и территориальное планирование», вып. 43. — Киев, КНУСА, 2011. — с. 3-10.
- Осетрин Н. Н., Солуха И. Б. «Экологическая составляющая, как условие обоснования инженерно-планировочного решения пересечения магистралей в разных уровнях» (на примере Московской площади в Киеве) в сб. «Градостроительство и территориальное планирование», вып. 42. — Киев, КНУСА, 2011. — с. 242—248.
- Астапенко А. В., Швецов В. Л., Осетрин Н. Н., Беспалов Д. А. «Моделирование пешеходных потоков» в сб. «Градостроительство и территориальное планирование», вып. 41. — Киев, КНУСА, 2011. — с. 23-30.
- Осетрин Н. Н., Погуца Т. А. «Организация транспортно-пешеходных потоков на привокзальной площади аэропорта» (На примере М. А. Борисполь, г. Киев) в сб. «Градостроительство и территориальное планирование», вып. 40. часть I — Киев, КНУСА, 2011. — с. 112—117.
- Осетрин Н. Н., Беспалов Д. А. «Оценка уровня энергосбережения на пересечениях городских магистралей в разных уровнях с помощью моделирования транспортных потоков» в сб. «Градостроительство и территориальное планирование», вып. 40. часть I — Киев, КНУСА, 2011. — с. 108—111.
- Осетрин Н. Н., Беспалов Д. А. «Особенности режима движения транспортного потока на пересечениях городских магистралей в разных уровнях» в сб. «Градостроительство и территориальное планирование», вып. 39. — Киев, КНУСА, 2011. — с. 302—305.
- Осетрин Н. Н., Беспалов Д. А. «Сбор, обработка и оценка информации в ходе исследования транспортных и пешеходных потоков на пересечениях городских магистралей в разных уровнях и на подходах к ним» в сб. «Градостроительство и территориальное планирование», вып. 38. — Киев, КНУСА, 2010. — с. 262—270.
- Осетрин Н. Н., Рябченко Т. А. «Формирование пассажиропотока в аэропорт» (на примере М. А. Борисполь, г. Киев) в сб. «Градостроительство и территориальное планирование», вып. 38. — Киев, КНУСА, 2010. — с. 275—278.
- Осетрин Н. Н., Солуха И. Б. «Экологическая оценка инженерно-планировочного решения сечений магистралей, улиц и дорог в разных уровнях» в сб. «Градостроительство и территориальное планирование», вып. 38. — Киев, КНУСА, 2010. — с. 271—274.
- «Вопросы сбора информации в исследованиях транспортных и пешеходных потоков на пересечениях магистралей в разных уровнях» в сб. "Социально-экономические проблемы развития и функционирования транспортных систем городов и зон их влияния. Материалы XVI Международной (девятнадцатой Екатеринбургской) научно-практической конференции 16-17 июня 2010 г. — Екатеринбург, Урал.гос. эк. ун-т, 2010. — с. 165—167.
- Осетрин Н. Н., Беспалов Д. А. «Программное обеспечение и Интернет-ресурсы в помощь инженеру-транспортнику» в сб. «Градостроительство и территориальное планирование», вып. 37. — Киев, КНУСА, 2010. — с. 333—336.
- Осетрин Н. Н., Рябченко Т. А. «Проектирование пассажирского комплекса аэропорта» (на примере М. А. Борисполь, г.. Киев) в сб. «Градостроительство и территориальное планирование», вып. 37. — Киев, КНУСА, 2010. — с. 373—378.
- Осетрин Н. Н., Беспалов Д. А. «Исследование транспортных и пешеходных потоков на пересечениях городских магистралей в разных уровнях» в сб. «Градостроительство и территориальное планирование», вып. 36.- Киев, КНУСА, 2010. — С. 333—336.

### Методичні роботи
- Осетрин Н. Н., Чередниченко П. П., Петруня О. Н., Плотникова Д. И., Беспалов Д. А. "ГОРОДСКИЕ ДОРОЖНО-ТРАНСПОРТНЫЕ СЕТИ И СООРУЖЕНИЯ: Методические указания к практическим занятиям и выполнению курсового проекта для студентов специальности 7.06010103 «Городское строительство и хозяйство», Киев, КНУСА, 2011. — 52 с.
- Осетрин Н. Н., Чередниченко П. П., Петруня О. Н., Плотникова Д. И., Беспалов Д. А. «ГОРОДСКИЕ ДОРОЖНО-ТРАНСПОРТНЫЕ УЗЛЫ И СООРУЖЕНИЯ: Методические указания к практическим занятиям и выполнению курсового проекта для студентов, обучающихся по направлению подготовки 060101 „Строительство“, Киев, КНУСА, 2010. — 64 с.

## Проєктні роботи
Брав участь в розробці більш 30 значних містобудівних проектів. Серед них: ТЕО Генерального плану міста Києва, Комплексна схема транспорту м. Києва — 2020 року, експертиза Генерального плану міста Києва 2020 року і 2025 року, експертиза в розділі транспорту Генерального плану Одеси. Брав участь у створенні транспортного розділу Комплексної транспортної схеми Донецьк-Макіївка, проектах з реконструкції Бессарабської, Московської та Поштової площ в м. Києві, та ін.

## Громадська робота
Протягом багатьох років очолював науково-методичну комісію при Мінвузі СРСР за спеціальністю «Міське будівництво і господарство»; з 1994 по 2008 р.

## Відзнаки і нагороди
За плідну працю нагороджений орденом «Знак Пошани», медалями та іншими відзнаками. За досягнення в галузі вищої освіти СРСР нагороджений знаком «За відмінні успіхи в роботі». Йому присвоєно звання лауреата премії Держкомітету з народної освіти СРСР. Він відзначений також знаком МОН України «Відмінник освіти України», відзнаками Міністерства надзвичайних ситуацій України».